# Panocho
Le panocho est le dialecte ou variante du murcien parlé dans les comarques murciennes de la Huerta de Murcia et de la Vega Media del Segura (es) et dans la comarque valencienne de la Vega Baja del Segura (province d'Alicante).